# Resistencia eléctrica de Planck
La impedancia o resistencia de Planck es la unidad de resistencia eléctrica, denotada por ZP, en el sistema de unidades naturales conocido como las unidades de Planck.
Se define como:
{\displaystyle Z_{P}={\frac {V_{P}}{I_{P}}}={\frac {1}{4\pi \epsilon _{0}c}}={\frac {Z_{0}}{4\pi }}\;\approx \;29.9792458\;\Omega }
donde
- {\displaystyle V_{P}} es el voltaje de Planck
- {\displaystyle I_{P}} es la corriente de Planck
- {\displaystyle c} es la velocidad de la luz en el vacío
- {\displaystyle \epsilon _{0}} es la permitividad del vacío
- {\displaystyle Z_{0}} es la impedancia del vacío